# Günther Pflug
Günther Pflug (* 20. April 1923 in Oberhausen; † 5. Januar 2008 in Frankfurt am Main) war ein deutscher Bibliothekar und Professor für Philosophie. Er war von 1976 bis 1988 Generaldirektor der Deutschen Bibliothek.

## Leben
Pflug studierte Mathematik und Philosophie; 1950 wurde er an der Rheinischen Friedrich-Wilhelms-Universität Bonn mit der philosophischen Arbeit Der Aufbau des Bewußtseins bei Wilhelm Dilthey promoviert.
Er war Gründungsdirektor der Universitätsbibliothek Bochum und später erster Leiter des  Hochschulbibliothekszentrums des Landes Nordrhein-Westfalen. Von 1976 bis 1988 war er Generaldirektor der Deutschen Bibliothek in Frankfurt am Main (jetzt Teil der Deutschen Nationalbibliothek). In seine Amtszeit fielen die Einführung von PCs, von CD-ROM-Ausgaben der Deutschen Bibliographie und die Vorbereitung des Neubaus der Bibliothek.
Günther Pflug lehrte als Honorarprofessor am Institut für Philosophie der Johann Wolfgang Goethe-Universität. Er war von 1985 bis 1992 Vorsitzender, von 1992 bis 1999 stellvertretender Vorsitzender und ab 1999 Ehrenvorsitzender des Arbeitskreises selbständiger Kultur-Institute (kurz AsKI). Unter seinem Vorsitz gelang es, die Casa di Goethe in Rom als deutsches Museum im Ausland zu etablieren. Er engagierte sich in der Deutschen UNESCO-Kommission, der Stiftung Preußischer Kulturbesitz und der Gesellschaft für Deutsche Sprache.
Er hat zahlreiche Arbeiten und Aufsätze zum Bibliothekswesen, zur Philosophie und zur Geistesgeschichte veröffentlicht; er war Mitherausgeber des Lexikons des gesamten Buchwesens.

## Ehrungen und Auszeichnungen
- Ehrenmitgliedschaft der internationalen Bibliotheksorganisation IFLA
- Verdienstkreuz 1. Klasse des Verdienstordens der Bundesrepublik Deutschland (1983)
- Plakette „Dem Förderer des deutschen Buches“ des Börsenvereins des Deutschen Buchhandels (1988)
- Großes Verdienstkreuz des Verdienstordens der Bundesrepublik Deutschland (1988)

## Werke (in Auswahl)
- Der Aufbau des Bewußtseins bei Wilhelm Dilthey Köln-Marienburg [1950], DNB 481793674 (Dissertation Universität Bonn, Philosophische Fakultät, 20. September 1950, 257 Seiten).
- Henri Bergson. Quellen und Konsequenzen einer induktiven Metaphysik. De Gruyter, Berlin 1959.

- Regionale EDV-Planung in Nordrhein-Westfalen. In: Organisation und Technik in Bibliotheken. Vorträge, gehalten auf dem 64. Deutschen Bibliothekartag 1974 vom 4. bis 8. Juni 1974 in Braunschweig, Hrsg. von Hans-Peter Geh, Reinhard Oberschelp, Wilhelm Totok und Raimund-Ekkehard Walter, Frankfurt am Main 1975 (= Zeitschrift für Bibliothekswesen und Bibliographie. Sonderheft 21), S. 72–77; elektronische Veröffentlichung. Hrsg. von Dietmar Haubfleisch. Paderborn: Universitätsbibliothek, 2012: http://nbn-resolving.de/urn:nbn:de:hbz:466:2-9647

- Das Hochschulbibliothekszentrum. In: Bibliotheksverbund in Nordrhein-Westfalen. Planung und Aufbau der Gesamthochschulbibliotheken und des Hochschulbibliothekszentrums 1972–1975. Hrsg. von Klaus Barckow, Walter Barton, Antonius Jammers, Roswitha Schwan-Michels und Gisela Süle. München 1976 (=Bibliothekspraxis, 19), S. 55–81; elektronische Veröffentlichung. Hrsg. von Dietmar Haubfleisch. Paderborn: Universitätsbibliothek, 2012: http://nbn-resolving.de/urn:nbn:de:hbz:466:2-10069

- Regionale EDV-Planung in Nordrhein-Westfalen. In: Organisation und Technik in Bibliotheken. Vorträge, gehalten auf dem 64. Deutschen Bibliothekartag 1974 vom 4. bis 8. Juni 1974 in Braunschweig. Hrsg. von Hans-Peter Geh, Reinhard Oberschelp, Wilhelm Totok und Raimund-Ekkehard Walter, Frankfurt am Main 1975 (=Zeitschrift für Bibliothekswesen und Bibliographie. Sonderheft 21), S. 72–77; elektronische Veröffentlichung. Hrsg. von Dietmar Haubfleisch. Paderborn: Universitätsbibliothek, 2012: http://nbn-resolving.de/urn:nbn:de:hbz:466:2-9647
- Die Bibliothek im Umbruch. Studien aus zwei Jahrzehnten (= Arbeiten und Bibliographien zum Buch- und Bibliothekswesen, Bd. 1). Lang, Frankfurt/M. 1984, ISBN 3-8204-8068-4.